# Andrea Fazioli
Andrea Fazioli (Bellinzona, 15 maggio 1978) è uno scrittore svizzero di lingua italiana.

## Biografia
Andrea Fazioli vive a Bellinzona, nella Svizzera italiana.
Nel 2004 si laurea in Lingua e letteratura italiana e francese all'Università di Zurigo. La sua tesi su Mario Luzi, in particolare sull’opera poetica “Viaggio terrestre e celeste di Simone Martini”, ha ricevuto il premio Pro Ticino 2005.
Ai suoi esordi, nel 1998, vince il Premio internazionale Chiara giovani.
Ha presentato laboratori di scrittura creativa in diversi ambiti pubblici, privati e universitari; inoltre ha fondato il laboratorio Scuola Yanez, che opera in Italia e in Svizzera. È docente di scrittura creativa per la Scuola Flannery O’Connor di Milano.
Ha lavorato come giornalista per la carta stampata, come giornalista e presentatore per radiotelevisione svizzera; è stato assistente di letteratura francese all’università e insegnante di italiano al liceo. Ha un blog personale. Collabora con vari mezzi d'informazione, in particolare cura programmi e rubriche per la radiotelevisione svizzera; è autore anche di podcast.
A partire dagli anni 2000 ha avuto l’occasione di tenere conferenze sulla lettura, sulla scrittura e sulla genesi dei suoi testi in vari paesi europei ed extraeuropei. Ha scritto testi a quattro mani con il poeta svizzero Yari Bernasconi.
Per l’editore Guanda ha pubblicato la raccolta di racconti Il commissario e la badante (2020) e i romanzi Le strade oscure (2022, vincitore premio Ceresio in Giallo, finalista Premio Scerbanenco, premiato al Premio svizzero di letteratura poliziesca, finalista al premio Tolfa Gialli e Noir), Gli Svizzeri muoiono felici (2018), L’arte del fallimento (2016, premio La Fenice Europa, premio Anfiteatro d’Argento, finalista premio Scerbanenco), Il giudice e la rondine (2014), Uno splendido inganno (2013), La sparizione (2010, premio La Fenice Europa), Come rapinare una banca svizzera (2009), L’uomo senza casa (2008, premio Stresa, premio Selezione Comisso).
Per l’editore Casagrande ha pubblicato la raccolta di racconti Succede sempre qualcosa (2018) e il romanzo Le vacanze di Studer. Un poliziesco ritrovato (2020), scritto a partire da alcuni frammenti (inediti in italiano) dell'autore elvetico Friedrich Glauser (1896-1938), creatore del personaggio del sergente Studer, le cui avventure sono pubblicate in Italia da Sellerio. Per l’editore Dadò il suo primo romanzo Chi muore si rivede (2005). In questo primo noir introduce il personaggio dell'investigatore privato Elia Contini, protagonista in seguito di altri romanzi e racconti. Contini abita a Corvesco, fittizio paesino nel Canton Ticino, ha un ufficio a Lugano ma ogni sera torna alla sua casa in montagna.
Per le edizioni San Paolo ha pubblicato il romanzo  La beata analfabeta (2016).
Insieme al poeta svizzero Yari Bernasconi è autore di diversi progetti letterari scritti a quattro mani e firmati Yari Bernasconi & Andrea Fazioli, a rappresentare una "terza voce" . Fra le loro pubblicazioni, uscite per Gabriele Capelli di Mendrisio, il reportage letterario A Zurigo, sulla luna (2021), la plaquette di poesie e prose d'arte Manca poco a Natale (2023), illustrata da Antoine Déprez, e la raccolta di prose brevi Non importa dove (2025).
In edizione tascabile, alcuni suoi romanzi sono offerti dall’editore TEA. Le sue opere sono tradotte in varie lingue.
Nel 2015 ha scritto l’opera teatrale Teoria e pratica della rapina in banca, per la regia di Miguel Angel Cienfuegos, messa in scena dalla Compagnia Teatro Paravento. Nel 2013 ha sceneggiato insieme a Marco Pagani la web serie Notte noir, diretta da Fabio Pellegrinelli, prodotta nel 2014 dalla casa di produzione REC e vincitrice di numerosi premi, fra cui il Roma Web Fest 2015 e l’Efebo d’Oro di Palermo. Nel 2023 è uscito il film La tentazione di esistere (Rough Cat), diretto da Fabio Pellegrinelli e scritta dallo stesso Pellegrinelli con Andrea Fazioli e Marco Pagani, presentato alle Giornate del cinema svizzero di Soletta e vincittore del premio per il miglior film indipendente al Festival del cinema e della televisione di Benevento.
Nel 2017 il presidente della Repubblica italiana gli ha conferito, per la sua opera letteraria e per l'impegno nella divulgazione e nella promozione culturale, l’onorificenza di Ufficiale dell’Ordine della Stella d’Italia.

## Opere

### Romanzi e racconti con Elia Contini
- 1 - Chi muore si rivede, Dadò 2005
- 2 - L'uomo senza casa, Guanda 2008 – vincitore Premio Stresa 2008, finalista Premio Comisso 2008
- 3 - Come rapinare una banca svizzera, Guanda 2009
- 4 - La sparizione, Guanda 2010
- 5 - Un gioco da ragazzi racconto contenuto in Un inverno color noir. Dieci racconti italiani, Guanda 2014
- 6 - Il giudice e la rondine, Guanda 2014
- 7 - Lezioni private, Guanda.bit 2016 (racconto)
- 8 - L'arte del fallimento, Guanda 2016 – vincitore premio La Fenice Europa[28] e Premio Anfiteatro d'Argento, finalista Premio Scerbanenco
- 9 - Gli svizzeri muoiono felici, Guanda 2018
- 10 - Le strade oscure, Guanda 2022 – vincitore premio Ceresio in Giallo, finalista Premio Scerbanenco, premiato al Premio svizzero di letteratura poliziesca[8], finalista al premio Tolfa Gialli e Noir
- 11 - Il custode dell'abisso racconto contenuto in Un lungo capodanno in noir, Guanda 2023

### Altre opere
- Swisstango racconto contenuto in Delitti in provincia, Guanda 2007 (ripubblicato in formato digitale nel 2015 nella collana Guanda.bit)
- Uno splendido inganno, Guanda 2013
- La beata analfabeta, San Paolo 2016
- Succede sempre qualcosa, raccolta di racconti, Casagrande 2018
- La sapienza del cuore, racconto contenuto in La scia nera. Trenta scrittori italiani e due illustratori raccontano la violenza contro le donne, TEA 2019
- Il commissario e la badante, raccolta di racconti, Guanda 2020
- Le vacanze di Studer. Un poliziesco ritrovato, Casagrande 2020
- A Zurigo, sulla luna (con Yari Bernasconi), Gabriele Capelli 2021
- Manca poco a Natale (con Yari Bernasconi), Gabriele Capelli 2023
- Non importa dove (con Yari Bernasconi), Gabriele Capelli 2025